# 591 v.Chr.
Het jaar 591 v.Chr. is een jaartal volgens de christelijke jaartelling.

## Gebeurtenissen

### Egypte
- De Egyptenaren plunderen de Nubische hoofdstad Napata.

### Griekenland
- Simon wordt benoemd tot archont van Athene.
- Het begin van de Eerste Heilige Oorlog over het recht om schatting te heffen van het heiligdom bij Delphi.